# Gruvdammsrundan (vandringsled)
Gruvdammsrundan är en vandringsled i Sala kommun i Västmanland. Leden går förbi dammar och genom skog. Den sträcker sig totalt 2,6 mil men man kan även gå kortare delsträckor. Dammsystemet var under sin tid en stor ingenjörskonst och består av dammar som är ihopbyggda av flera vattendrag och kanaler. Det byggdes ut under Sala silvergruvas storhetstid för att förse gruvan med vattenkraft, samt att kunna frakta malm i vissa kanaler.